# Centre d'exposition L'Imagier
Cet article possède un paronyme, voir L'Ymagier.
 (mai 2023).
 (avril 2022).
Il peut être nécessaire de l'améliorer pour respecter le principe de neutralité de point de vue. Veuillez consulter la page de discussion pour plus de détails.

Fondé en 1975, le Centre d’exposition L’Imagier est un centre d’art situé à Aylmer (Gatineau, Québec).

## Historique

### Fondation en 1970 par Yvette et Pierre Debain
Le projet de L’Imagier voit le jour, sous le regard artistique d’Yvette Debain (1926-2008) et son cofondateur Pierre Debain (1923-1995),. Né d’un désir résolument collectif (avec la famille Elhers, entre autres), l’espace se voulait un centre destiné à la promotion des artistes locaux tout en y conviant régulièrement des expositions itinérantes. L’Imagier ouvre  ses portes au public en 1975, ce qui en fait le premier centre d’exposition d’art contemporain de l’Outaouais et le seul situé dans la partie ouest de la ville de Gatineau. En 1985, que L'Imagier obtient officiellement son accréditation à titre de centre d’exposition. Si on y présente de grands artistes tels que Paul-Émile Borduas, Marcel Barbeau, Alfred Pellan et Jean-Paul Riopelle, le projet ne perd jamais pour autant sa facture intimiste, son esprit familial et un ancrage profond dans sa communauté locale. En 1987, une entente avec la Ville d'Aylmer – aujourd'hui Gatineau – donne l'occasion de transformer le terrain qui borde L’Imagier en parc culturel, le Parc de L’Imaginaire. C'est un espace culturel de diffusion pluridisciplinaire qui favorise les rencontres entre différentes formes d’expression artistique,

### 2008 à 2019
Entre 2008 et 2019, la direction est assurée par Marianne Breton et la présidence du conseil d'administration par Michel Bédard. Le nouvel édifice est inauguré le 24 mai 2019, par la firme d’architecte Lapalme Rheault. Loin d’offrir des conditions d’expositions de grande envergure, le lieu mise plutôt sur quelques espaces intimes qui permettent de tenir une variété d’événements artistiques. Une salle principale est utilisée pour les expositions et performances présentées au public, une deuxième salle polyvalente donnant directement sur le parc à l’arrière de l’édifice peut servir à des activités de développement, d’échange, de médiations ou autres.

### 2020 à 2023
La troisième étape de développement débute en 2020 avec un nouveau conseil d’administration, l’arrivée de la pandémie et l’embauche d’une nouvelle équipe sous la direction de Leonore-Namkha Beschi. Ce nouveau mandat marque l’arrivée d’une nouvelle vision pour L’Imagier et la poursuite d’un grand chantier de développement organisationnel entamé quelques années auparavant. Le Centre d’exposition L’Imagier se veut dès lors un organisme culturel dynamique, plurilingue, précurseur de nouvelles pratiques et en synchronicité avec son temps. L’esprit qui s’en dégage est l’ouverture, l’inclusion et le dialogue. L’Imagier et son équipe collaborent avec des artistes, des commissaires, des publics et des dirigeants qui s’intéressent aux idées nouvelles et qui veulent participer au mouvement social qui s’en dégage. L'Imagier choisit de s’inscrire dans un courant d’action innovant fermement en lien avec les enjeux de la société actuelle. En tant qu’acteurs du changement, L’Imagier accorde une priorité fondamentale à l’égard de l’accessibilité physique et intellectuelle des arts. Le Centre souhaite ainsi offrir aux communautés locales un terrain d’expérimentation continuelle à travers la valorisation de la recherche et de la pensée contemporaine, la découvrabilité de démarches créatives diverses et de nouveaux regards sur le monde. Nos expositions sont offertes gratuitement aux visiteurs, avec pour fin de mettre en valeur le rôle et l’impact des arts dans une optique d’inclusion et d’accessibilité, mais également de favoriser le loisir culturel et d’engager la participation citoyenne.